# 俺プリ!〜俺が学園のお姫様!?〜
『俺プリ!〜俺が学園のお姫様!?〜』（おれプリ おれががくえんのおひめさま）は、俺!プロジェクト（サンソフト）から配信されたモバイルゲーム。同社から配信された同じ世界観の別のモバイルゲーム『俺プリ×Cross!〜俺が学園のお姫様!?〜』（おれプリ クロス おれががくえんのおひめさま）もこちらで解説する。どちらもBLゲーム・女性向け恋愛シミュレーションゲームで、基本プレイ無料のアイテム課金制。

## 概要
月城学院で学園のお姫様に指名された主人公（一条唯）の視点で、選択したキャラクターとの恋愛が描かれる。
『俺プリ!〜俺が学園のお姫様!?〜』は2012年6月4日より、順に、GREE（フィーチャーフォン・スマートフォン共）、App Store、Google Play、Kindle、Amebaなどでリリースされた。GREEの恋愛ゲームカテゴリランキングでは、1位になったこともある。
『俺プリ×Cross!〜俺が学園のお姫様!?〜』は2013年10月31日より、順に、GREE（フィーチャーフォン・スマートフォン共）、App Store、Google Play、Kindle、Ameba、Dゲームなどでリリースされた。
2020年3月27日に突如、すべてのサービスを2020年6月2日に終了すると発表した

## ストーリー
ごくごく普通の男の子である一条唯（名前変更可）が入学した月城学院は、男子校だが『学園の姫』役に選ばれる。選ばれた姫の心を一年以内に射止めた者を『学園の王子』とするという謎のゲーム『姫ゲーム』によって選ばれた姫として一条唯は学園中から狙われるはめになってしまう。一年間無事に過ごせるのか？

## ゲーム内容
どちらにも共通する特徴として、シナリオの選択肢によっても左右されるが、主人公の受攻度は調節できる。受攻度は相手役とのルートやエンドに影響する。

### 俺プリ!〜俺が学園のお姫様!?〜
主人公の性格（受攻度）は選択肢を選ぶ以外に、「おひろめ」という姫のファンを増やしレベルを上げるミニゲームをすることでタイプを自分で調節可能。それが反映されて攻略キャラクター1名につき4つのエンディング（受エンド、攻エンド、BLACKエンド、BADエンド）がある。初期は攻略キャラクターが3人に限られていたが、追加配信によって人数を増やした。

### 俺プリ×Cross!〜俺が学園のお姫様!?〜
キャラクターはほぼ共通するが、続編というわけではなく、新メンバーを加えた、違うシナリオが提供される。他に加わった要素としては、主人公と相手役の着せ替えできるアバターが設けられ、衣装は受攻度に反映される。「姫ミッション」という課題をクリアするのにも、姫レベルをあげる以外にアバター衣装の着用によりクリア可能な場合もある。システムも、恋のライバルに新メンバーがなり、主人公の奪い合いが発生する「VSルート」は追加となった。自分の選択によって、「VSルート→彼ルート→彼受攻BLルート」に分岐したストーリーになる。攻略キャラクター1名につき3つのエンディング（受エンド、攻エンド、BLACKエンド）とエピソードゼロがあったが、エピソードゼロはリリースから半月後に修正されてなくなった>。

## 登場人物
便宜上、『俺プリ!〜俺が学園のお姫様!?〜』を「1作目」、『俺プリ×Cross!〜俺が学園のお姫様!?〜』を「Cross!」と記載する。

### シリーズで共通するキャラクター
一条 唯（名前変更可）（いちじょう ゆい）
学年：一年生　身長：165cm
二階堂 修次（にかいどう しゅうじ）
学年：一年生　身長：176cm　誕生日：1月6日　星座：山羊座
大参 彰（おおみ あきら）
学年：一年生　身長：187cm　誕生日：3月1日　星座：牡羊座
四之森 環（しのもり たまき）
学年：三年生　身長：178cm　誕生日：8月25日　星座：獅子座
藤吾 悟史（とうご さとし）
学年：三年生　身長：181cm　誕生日：11月17日　星座：天秤座
執間 和虎（しつま かずと）
担当科目：化学　身長：180cm　誕生日：6月4日　星座：双子座
宍戸 陸（ししど りく）
学年：二年生　身長：158cm　誕生日：4月27日　星座：牡羊座
二階堂 隼人（にかいどう はやと）
職業：華道家　身長：179cm　誕生日：9月10日　星座：獅子座
二階堂修次の兄

### 1作目のみ登場
霜月敦士（しもつき あつし）
担当科目：数学　身長：178cm　誕生日：10月31日　星座：天秤座
薬師走（やくし かける）
学年：三年生　身長：180cm　誕生日：2月4日　星座：山羊座
真希沢 潤（まきざわ じゅん）
学年：二年生　身長：178cm　誕生日：12月31日　星座：射手座

### Cross!のみ登場
染谷 イクミ（そめや いくみ）
学年：二年生　身長：180cm　誕生日：7月25日　星座：蟹座
末尋 八代（すえひろ やしろ）
学年：二年生　身長：177cm　誕生日：5月12日　星座：牡羊座
音無 京弥（おとなし きょうや）
学年：三年生　身長：190cm　誕生日：10月24日　星座：乙女座
皆斗 零司（みなと れいじ）
学年：一年生　身長：178cm　誕生日：12月24日　星座：射手座

## シナリオタイトル
| 話数   | タイトル       |
| ------ | -------------- |
| 第１話 | プリンセス誕生 |
| 第２話 | 王子様候補？   |

## スタッフ
- プロデューサー：ばさしの
- キャラクターデザイン：泉なつ

## 耽美!男子校公主!
繁体字に対応した『俺プリ!』。2014年12月4日に配信開始。App Store、Google Playなどで順にリリースされプレイできた。